# LEIR (acelerador)
Do LEAR do LEIR

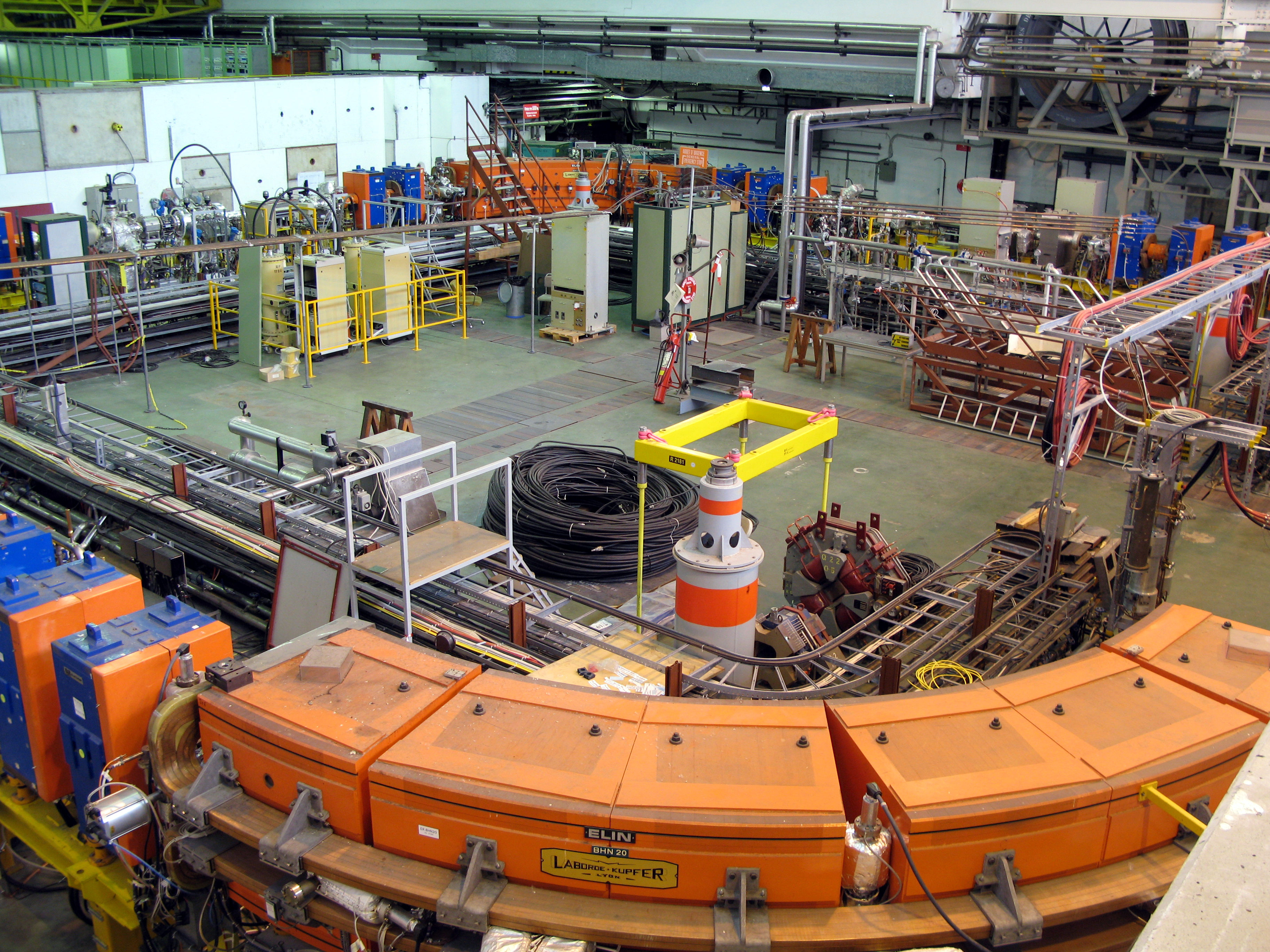
Instalações do acelerador LEIR no CERN

- O LEAR - do inglês Low Energy Anti-Proton Ring - foi uma máquina do CERN dos anos  80 destinada a acelerar e guardar a antimatéria [1] - [2] para estudar as suas características e criar átomos de anti-hidrogénio.

- O LEIR - do inglês Low Energy Ion Ring - foi criado a partir da transformação do anterior LEAR para ser utilizado no processo de injecção de iões de chumbo para o Sincrotrão a Protões (PS). A criação de 9 átomos de anti-hidrogénio, em 1995, foram confirmados pela experiência PS210. Em 2005 foi dada autorização para se efectuarem os melhoramentos necessários à aceleração de feixes com mais energias em previsão das necessidades do futuro LHC.

## O complexo do CERN
A composição do CAC, sigla em inglês de CERN Acelarators Complex.